# فرهاد آئیش
فرهاد حشمتی عقدایی (زادهٔ ۱۳۳۱) مشهور به فرهاد آئیش بازیگر، نویسنده و کارگردان تئاتر اهل ایران است. او در سال ۱۴۰۳ برای بازی در موسی کلیم‌الله: به وقت طلوع برندهٔ سیمرغ بلورین بهترین بازیگر نقش مکمل مرد جشنواره فیلم فجر شد.

## زندگی‌نامه
آئیش در سال ۱۳۳۱ در شمیران زاده شد وی اصالتاً اهل شهر عقدا است. او دبستان و دبیرستان را در تهران گذراند. چند سال بعد به انگلستان و سپس به آمریکا سفر کرد و به تحصیل فیلم‌سازی و عکاسی پرداخت. پس از مدتی از عکاسی به تئاتر گروید. آئیش سال‌هایی از زندگی‌اش را در شهرهای سانفرانسیسکو، واشینگتن، بوستون و برلین گذراند و در این مدت به کارگردانی و بازی در بیش از ۳۰ نمایشنامه به زبان‌های فارسی و انگلیسی پرداخت. او پس از ۲۷ سال در سال ۱۳۷۶ به ایران بازگشت.
فرهاد آئیش در مصاحبه ای اعلام کرد که به دلیل محدودیت‌هایی که فرزند داشتن در زندگی مشترک ایجاد می‌کند و باعث سلب شدن بسیاری از آزادی‌ها از او و همسرش می‌شود، حاضر به بچه‌دار شدن نیست. همچنین او مبتلا به بیماری دیسلکسیا (خوانش‌پریشی) است.

## زندگی شخصی
مائده طهماسبی بازیگر تئاتر، تلویزیون و سینمای ایران همسر فرهاد آئیش است. او به جز بازیگری به مترجمی و کارگردانی تئاتر هم مشغول است.

## کارنامه هنری

### تئاتر
| نام                                             | بازیگر | کارگردان            | نویسنده       | سالن                | اجرا                                                 | توضیحات                                      |
| ----------------------------------------------- | ------ | ------------------- | ------------- | ------------------- | ---------------------------------------------------- | -------------------------------------------- |
| گالیله                                          | آری    | شهاب الدین حسین پور | برتولت برشت   | تئاتر شهر           | بهار ۱۴۰۳                                            | ترجمه حمید سمندریان                          |
| چمدان                                           | آری    | آری                 | آری           | تئاتر شهر           | زمستان ۱۳۹۴ بهار ۱۳۹۵                                | اقتباس از کوبو آبه                           |
| سقراط                                           | آری    | حمیدرضا نعیمی       | حمیدرضا نعیمی | تالار وحدت          | پاییز و زمستان ۱۳۹۲ بهار ۱۳۹۳ بهار ۱۳۹۴ تابستان ۱۳۹۵ |                                              |
| راپورتهای شبانه دکتر مصدق                       | آری    | اصغر خلیلی          | اصغر خلیلی    | تالار وحدت          | ۱۳۹۵                                                 |                                              |
| در پروازهای خروجی بود که گم شد ریحانه (ویدیویی) | آری    | مهدی مشهور          | مهدی مشهور    | مرکز تئاتر دوسلدورف | پائیز ۹۴                                             | بقیه                                         |
| هفت شب با مهمانی ناخوانده در نیویورک            | آری    | آری                 | آری           | تئاتر شهر           | پائیز ۹۱                                             | به همراه علی نصیریان                         |
| کلمه، سکوت، کلمه (ویدیویی)                      | آری    | مائده طهماسبی       | دیوید آیوز    | تماشاخانه ایرانشهر  | تابستان و پاییز ۱۳۹۱                                 |                                              |
| کرگدن                                           | آری    | آری                 | اوژن یونسکو   | تئاتر شهر           | زمستان ۱۳۸۷                                          |                                              |
| پنجره‌ها                                         | آری    | آری                 | آری           |                     | پاییز ۱۳۸۴                                           |                                              |
| آیا شما خانمی با مانتوی آبی دیده‌اید؟            | آری    | رحیم نوروزی         | رحیم نوروزی   |                     | بهار ۱۳۸۴                                            |                                              |
| شام آخر                                         | آری    | آری                 | آری           | تئاتر شهر           | پاییز ۱۳۸۰ پاییز ۱۳۷۹                                |                                              |
| شام اول                                         | آری    | آری                 | آری           |                     | پاییز ۱۳۸۰                                           | اقتباسی از «آوازه‌خوان طاس» نوشتهٔ اوژن یونسکو |
| هنر                                             | آری    | داوود رشیدی         | یاسمینا رضا   |                     | تابستان ۱۳۸۰                                         |                                              |
| تقصیر و ۳۲ دقیقه از ماجرا                       | آری    | آری                 | آری           |                     | تابستان ۱۳۷۹                                         |                                              |
| دختر گلفروش                                     | آری    | پروانه مژده         |               |                     | زمستان ۱۳۷۸                                          |                                              |
| یک رابطه ساده                                   | آری    | آری                 | آری           |                     | تابستان ۱۳۷۸                                         |                                              |
| گزارش به آکادمی                                 | آری    | مائده طهماسبی       |               |                     | تابستان ۱۳۷۸                                         |                                              |
| شب روی سنگفرش خیس                               | آری    | هادی مرزبان         |               |                     | زمستان۱۳۷۷                                           |                                              |
| هفت شب با مهمانی ناخوانده                       | آری    | آری                 | آری           |                     | پاییز ۱۳۷۳                                           |                                              |
| چمدان                                           |        | آری                 | آری           |                     | تابستان ۱۳۷۱                                         |                                              |

### نمایشنامه‌خوانی
| نام      | بازیگر | کارگردان      | نویسنده     | اجرا         |
| -------- | ------ | ------------- | ----------- | ------------ |
| پارسیفال | آری    | مائده طهماسبی | تانکر دورست | پاییز ۱۳۸۲   |
| صندوق    | آری    | آری           | کوبو آبه    | تابستان ۱۳۸۰ |

### سینما
| سال  | نام                       | کارگردان          | توضیحات                               |
| ---- | ------------------------- | ----------------- | ------------------------------------- |
| ۱۴۰۳ | موسی کلیم‌الله             | ابراهیم حاتمی کیا | سیمرغ بلورین نقش مکمل مرد جشنواره فجر |
| ۱۴۰۲ | دو روز دیرتر              | اصغر نعیمی        |                                       |
| ۱۴۰۰ | هفت بهار نارنج            | فرشاد گل‌سفیدی     |                                       |
| ۱۴۰۰ | خائن کشی                  | مسعود کیمیایی     |                                       |
| ۱۳۹۹ | شهر گربه‌ها                | سید جواد هاشمی    |                                       |
| ۱۳۹۹ | گیج گاه                   | عادل تبریزی       |                                       |
| ۱۳۹۸ | خوب، بد، جلف ۲:ارتش سری   | پیمان قاسم‌خانی    |                                       |
| ۱۳۹۷ | غلامرضا تختی              | بهرام توکلی       |                                       |
| ۱۳۹۵ | کاناپه                    | کیانوش عیاری      |                                       |
| ۱۳۹۴ | پنجاه کیلو آلبالو         | مانی حقیقی        |                                       |
| ۱۳۹۴ | یک دزدی عاشقانه           | امیرشهاب رضویان   |                                       |
| ۱۳۹۱ | آینه شمعدون               | بهرام بهرامیان    |                                       |
| ۱۳۹۱ | هیس! دخترها فریاد نمی‌زنند | پوران درخشنده     |                                       |
| ۱۳۹۰ | چک                        | کاظم راست‌گفتار    |                                       |
| ۱۳۹۰ | یک عاشقانه ساده           | سامان مقدم        |                                       |
| ۱۳۸۹ | پریناز                    | بهرام بهرامیان    |                                       |
| ۱۳۸۹ | دیو و دلبر                | وحید نیکخواه آزاد |                                       |
| ۱۳۸۸ | پوپک و مش ماشاالله        | فرزاد مؤتمن       |                                       |
| ۱۳۸۷ | زندگی با چشمان بسته       | رسول صدرعاملی     |                                       |
| ۱۳۸۵ | در شهر خبری نیست، هست     | سیدرضا خطیبی      |                                       |
| ۱۳۸۵ | نصف مال من، نصف مال تو    | وحید نیکخواه‌آزاد  |                                       |
| ۱۳۸۵ | خواستگار محترم            | داوود موثقی       |                                       |
| ۱۳۸۵ | عاشق                      | افشین شرکت        | بازیگردان                             |
| ۱۳۸۲ | شکلات                     | افشین شرکت        |                                       |
| ۱۳۸۲ | مکس                       | سامان مقدم        |                                       |
| ۱۳۸۱ | عروس خوش‌قدم               | کاظم راست‌گفتار    |                                       |
| ۱۳۸۱ | عطش                       | سامان مقدم        | بازیگردان                             |
| ۱۳۸۰ | سیندرلا                   | بیژن بیرنگ        |                                       |
| ۱۳۸۰ | عزیزم من کوک نیستم        | محمدرضا هنرمند    |                                       |
| ۱۳۸۰ | نورا                      | محمود شولیزاده    |                                       |
| ۱۳۷۹ | شب‌های تهران               | داریوش فرهنگ      |                                       |

### تلویزیون و نمایش خانگی
| سال       | نام                                  | بازیگر       | کارگردان                          | نویسنده                              | توضیحات |
| --------- | ------------------------------------ | ------------ | --------------------------------- | ------------------------------------ | --- |
| ۱۴۰۳      | طوبی                                 | آری          | سعید سلطانی                       | سید حسین امیرجهانی                   | شبکه یک در نقش ناصر ملک |
| ۱۴۰۳      | قطب شمال سریال نمایش خانگی           | آری          | امین محمودی یکتا                  | حامد افضلی امین محمودی یکتا          | هم‌بند همایون پخش این سریال بر عهده پلتفرم فیلیمو است                                                                                                |
| ۱۴۰۳      | شب آهنگی (فصل سوم)                   | آری          | حامد آهنگی                        |                                      | برنامه گفتگو محوری که فرهاد آئیش ساعتی مهمان ویژه برنامه نوروزی حامد آهنگی بود پخش این برنامه بر عهده فیلمنت بود                                    |
| ۱۴۰۲      | مهمونی                               | آری          | ایرج طهماسب                       |                                      | برنامه گفتگو محوری که فرهاد آئیش ساعتی مهمان ایرج طهماسب بود پخش این برنامه بر عهده فیلیمو و نماوا بود                                              |
| ۱۴۰۱      | مسافران شهر                          | آری          | سیروس حسن‌پور                      | سمیه تاجیک براساس طرحی از سعید اشناب | بازی در اپیزود چهارم (آخر) سریال یعنی «قصه خسیس» این سریال شامل ۴ اپیزود و ۲۴ قسمت است که فرهاد آئیش در قسمت ۱۹تا۲۴ یعنی اپیزود چهارم بازی کرده است |
| ۱۴۰۱–۱۴۰۰ | برف بی صدا می‌بارد                    | آری          | پوریا آذربایجانی                  | مسعود بهبهانی نیا                    | در نقش عطا شکیبا |
| ۱۳۹۹      | خوب، بد، جلف: رادیواکتیو             | آری          | محسن چگینی                        | پیمان قاسم خانیامیرمهدی ژوله         | در نقش (دکتر مدنی) پخش این سریال بر عهده پلتفرم فیلیمو بود                                                                                          |
| ۱۳۹۷      | نهنگ آبی                             | آری          | فریدون جیرانی                     | بهرام توکلی                          | در نقش (علیرضا خالقی) پخش این سریال بر عهده پلتفرم فیلیمو بود                                                                                       |
| ۱۳۹۷      | خندوانه                              | آری          | رامبد جوان                        |                                      | به عنوان داور در مسابقه خنداننده شو حضور داشت. |
| ۱۳۹۷      | دیوار به دیوار ۲                     | آری          | سامان مقدم                        | سرپرست نویسندگان:خشایار الوند        | در نقش (سرهنگ دلپاک) |
| ۱۳۹۶      | دیواربه‌دیوار                         | آری          | سامان مقدم                        | سرپرست نویسندگان:خشایار الوند        | در نقش «سرهنگ دلپاک» برنده جایزه بهترین بازیگر مرد از چهارمین جشنواره تلویزیونی جام جم                                                              |
| ۱۳۹۶      | گاراژ ۸۸۸                            | آری          | سام کلانتری                       |                                      | تهیه‌کننده:سامان مقدم، برنامه اتومبیل رانی |
| ۱۳۹۴      | آشوب                                 | آری          | کاظم راست گفتار                   |                                      | |
| ۱۳۹۳      | پرده‌نشین                             | آری          | بهروز شعیبی                       |                                      | در نقش «حاج‌آقا شهیدی» |
| ۱۳۹۲      | باغ سرهنگ                            | آری          | فلورا سام                         |                                      | در نقش «باغبان باغ سرهنگ» |
| ۱۳۹۱–۱۳۹۲ | کلاه پهلوی                           | آری          | سید ضیاءالدین دری                 |                                      | در نقش «سرپاس مختاری» |
| ۱۳۹۱–۱۳۹۲ | همه خانواده من                       | آری          | داریوش فرهنگ                      |                                      | در نوروز ۱۳۹۲ پخش شد. |
| ۱۳۹۱      | پژمان                                | آری          | سروش صحت                          |                                      | شبکه ۳ |
| ۱۳۹۰      | سه پنج دو                            | آری          | حسین سهیلی‌زاده                    |                                      | در نقش «حشمت خان» / شبکه تهران |
| ۱۳۸۹      | نون و ریحون                          | آری          | فرزاد مؤتمن                       |                                      | شبکه تهران |
| ۱۳۸۸      | تله فیلم حق‌السکوت                    | آری          | سعید سلطانی                       |                                      | شبکه تهران |
| ۱۳۸۸      | لطفاً دور نزنیم                       |              | مهدی مظلومی                       |                                      | مشاور کارگردان |
| ۱۳۸۸      | شمس‌العماره                           | آری          | سامان مقدم                        |                                      | در نقش «مش رحمت» |
| ۱۳۸۷      | تله تئاتر «خرده جنایت‌های زن و شوهری» |              | آری                               |                                      | نویسنده: «اریک امانوئل اشمیت» / شبکه ۴ |
| ۱۳۸۷      | تله تئاتر «هنر»                      | آری          | داوود رشیدی                       |                                      | بر اساس نمایشنامه‌ای از «یاسمینا رضا» ۲۰ آذر ۱۳۸۷ از شبکه ۴ پخش شد.                                                                                  |
| ۱۳۸۷      | تله فیلم «اتوبان»                    | آری          | سجاد آوینی                        |                                      | تهیه‌کننده: «کیومرث پوراحمد» |
| ۱۳۸۷      | تله فیلم چشمهای تقریباً نگران         | آری          | کیومرث پوراحمد                    |                                      | |
| ۱۳۸۷–۱۳۸۶ | تله فیلم «این خلوت تنهایی»           | آری          | سعید ابراهیمی‌فر                   |                                      | |
| ۱۳۸۶      | تله فیلم دیوونه خونه                 | آری          | اردشیر افشین راد                  |                                      | |
| ۱۳۸۶      | تله تئاتر «خانواده تت»               | آری          | مائده طهماسبی                     |                                      | نویسنده: «ایشتوان ارکنی» |
| ۱۳۸۶      | تله تئاتر «شام آخر»                  | آری          | آری                               | آری                                  | |
| ۱۳۸۶      | تله فیلم «پریش»                      | آری          | کاظم معصومی                       |                                      | |
| ۱۳۸۵      | کتاب‌فروشی هدهد                       | آری          | مرضیه برومند                      |                                      | |
| ۱۳۸۵      | تله تئاتر «یغمای با شکوه خورشید»     | آری          | فرهاد مهندس‌پور                    |                                      | نویسنده: «پیتر شفر» |
| ۱۳۸۴      | تله تئاتر «ببر گرازدندان»            | آری          | هادی مرزبان                       |                                      | نویسنده: «فریتیش هوخ‌ولدر» در سال ۱۳۸۵ از شبکه ۴ پخش شد.                                                                                             |
| ۱۳۸۳–۱۳۸۴ | سقوط                                 | آری          | سعید اکبریان                      |                                      | شبکه ۱ |
| ۱۳۸۳      | باجناغ‌ها                             | آری          | آری                               | آری                                  | شبکه تهران |
| ۱۳۸۲      | بانکی‌ها                              | آری          | مهدی مظلومی                       |                                      | بازیگردان شبکه ۲ |
| ۱۳۸۲      | تله تئاتر «نکراسف»                   | آری          | محمد رحمانیان                     |                                      | در نقش «نکراسف» نویسنده: «ژان-پل سارتر» |
| ۱۳۸۱      | بدون شرح                             | بازیگر مهمان | مهدی مظلومی                       |                                      | بازیگردان |
| ۱۳۸۰–۱۳۷۹ | داستان یک شهر ۲                      | بازیگر مهمان | اصغر فرهادی                       |                                      | شبکه تهران |
| ۱۳۷۹–۱۳۷۸ | قطار ابدی                            | آری          | رضا عطاران بهروز بقایی فرهاد آئیش | [ ۸ ]                                | در نقش منوچهر |
| ۱۳۷۷      | سلام کوچولو                          | آری          | رضا ژیان                          |                                      | گروه کودک و نوجوان شبکه ۱ |